# Im Yunjidang
Im Yunjidang (任允摯堂; 1721-1793) fue una pensadora coreana, escritora y filósofa neoconfuciana. Defendió el derecho de una mujer de convertirse en una sabia confuciana y argumentó que los hombres y las mujeres no diferían en su naturaleza humana por las interpretaciones de los valores del confucianismo en el autocultivo moral y la naturaleza humana. 
Im Yunjidang pertenecía a la clase yangban y vivía una vida según las convenciones aceptadas de su época. Debido al sesgo de género de la sociedad confuciana, su trabajo, Yunjidang Yugo (윤지당 유고), no pudo publicarse sino hasta después de su muerte y aún no ha sido traducido a otros idiomas. Se la considera la primera filósofa confuciana en Corea, y una de las pocas mujeres en esta área junto a Kang Jeongildang. También fue una de las pocas mujeres publicadas en Joseon-Corea, junto con el poeta Seo Yeongsuhap (1753-1823) y Yi Bingheogak, quien publicó la enciclopedia de mujeres Guyhap chongseo sobre las tareas domésticas en 1809. 